# 余湖三千雄
余湖三千雄（よご みちお、1943年4月4日 - ）は、日本の教育者。鹿島学園高等学校の元理事長兼元学校長。

## 人物・来歴
新潟県佐渡市出身。新潟県立佐渡農業高等学校卒業後、農業・土方・タクシー運転手と職を転々とする。働く傍ら日本大学文理学部英文学科（通信教育）に通い1980年に卒業。更に早稲田大学教育学部専攻科へ進み、卒業後に予備校の英語講師を務めながら心理学を学ぶために東京都立大学大学院に聴講生として通う。こうした研究や予備校講師としての経験から「SK方式」と呼ばれる独特の学習法を編み出し、1985年に「早慶外語ゼミ」を設立。大学受験生を教えると共に教師の養成にも力を入れていた。
1999年に常総学院から鹿島学園高等学校の運営を引き継ぎ、理事長並びに校長に就任。同校を部活で全国レベルの活躍をさせるまで躍進させると共に、通信制課程を開設した。ゴルフ部は2004年から3年連続で日本一、サッカー部は2004年から6年連続茨城県代表として全国大会に出場し、第87回全国高校サッカー選手権では全国3位となるなど、スポーツ分野でも功績を残した。
鹿島学園高等学校では自らも教壇に立ち英語、国語、現代社会を生徒に教えていた。
2010年には、中国石家庄市で開催された“教育発展戦略と教育質量”をテーマとする国際シンポジウムに出席した。

### 不祥事
2015年4月2日、3月31日深夜に茨城県内の自宅で知り合いの女性に乱暴し、全治1ヶ月のけがを負わせたとして、茨城県警行方署に強姦致傷と逮捕監禁の容疑で逮捕された。これを受け、4月1日付で鹿島学園高等学校を懲戒解雇された。
鹿島学園は4月3日、記者会見し「甚だ遺憾であり、関係者一同におわびします」と謝罪している

。

## 著書
「いまある自分を打ちこわせ! ―“落ちこぼれ”だから明日がある」（泉書房）2003年初版発行 ISBN 4900138290
余湖の少年期がモデル。講談師・神田紅によってラジオドラマ化され、ニッポン放送で放送された。

## テレビ出演
余湖の教育理念・半生をテーマにした30分の特別番組が、TOKYO MXTVにて放送された。
また、同様にNHK水戸放送局でも取材を受け番組が放送された。
　　

## 辞書編纂
2008年『オーレックス英和辞典』（旺文社）の編集・校閲協力者として、名を連ねている。